# Бићине
Бићине су насељено мјесто у Далмацији. Припадају граду Скрадину у Шибенско-книнској жупанији, Република Хрватска.

## Географија
Налазе се око 2 км сјеверозападно од Скрадина.

## Историја
До територијалне реорганизације у Хрватској насеље се налазило у саставу бивше велике општине Шибеник.

## Становништво
Према попису из 1991. године, Бићине су имале 258 становника, од чега 238 Хрвата, 18 Срба, 1 Југословена и 1 осталог. Према попису становништва из 2001. године, Бићине је имало 196 становника. Бићине су према попису становништва из 2011. године имале 174 становника.
| Демографија | Демографија | Демографија |
| Година      | Становника  | Становника  |
| ----------- | ----------- | ----------- |
| 1961.       | 318         |             |
| 1971.       | 331         |             |
| 1981.       | 318         |             |
| 1991.       | 258         |             |
| 2001.       | 196         |             |
| 2011.       |             | 174         |

## Попис 1991.
На попису становништва 1991. године, насељено место Бићине је имало 258 становника, следећег националног састава:
| Попис 1991.‍  | Попис 1991.‍  | Попис 1991.‍ | Попис 1991.‍ | Попис 1991.‍ |
| ------------ | ------------ | ----------- | ----------- | ----------- |
|              |              |             |             |             |
| Хрвати       | Хрвати       |             | 238         | 92,25%      |
| Срби         | Срби         |             | 18          | 6,97%       |
| Југословени  | Југословени  |             | 1           | 0,38%       |
| неопредељени | неопредељени |             | 1           | 0,38%       |
| укупно: 258  |              |             |             |             |

## Презимена
- Влаић — Римокатолици
- Павасовић — Православци
- Паић — Римокатолици
- Пулић — Римокатолици
- Скорић — Римокатолици
- Скочић — Православци